# Mišji lemur
Mišji lemuri noćni su lemuri koji pripadaju rodu Microcebus. Kao i ostali lemuri, mišji lemuri nastanjuju Madagaskar.
Sveukupnom duljinom glave, tijela i repa manjom od 27 cm, mišji lemuri najmanji su primati na svijetu (najmanja vrsta mišjih lemura je M. berthae); međutim njihova se težina mijenja ovisno u trajanju dana.  Godine 1992. bile su poznate dvije vrste mišjih lemura. Godine 2016. taj broj se popeo na 24.

## Vrste
- Rod Microcebus: mišji lemuri[7]
  - Microcebus arnholdi[8]
  - Microcebus berthae
  - Microcebus bongolavensis[9]
  - Microcebus boraha[10]
  - Microcebus danfossi[9]
  - Microcebus ganzhorni[10]
  - Microcebus gerpi[11]
  - Microcebus griseorufus
  - Microcebus jollyae
  - Microcebus jonahi
  - Microcebus lehilahytsara
  - Microcebus macarthurii[12]
  - Microcebus mamiratra, sinonim vrsti Microcebus lokobensis[9]
  - Microcebus manitatra[10]
  - Microcebus margotmarshae[8]
  - Microcebus marohita[13][14]
  - Microcebus mittermeieri
  - Microcebus murinus
  - Microcebus myoxinus
  - Microcebus ravelobensis
  - Microcebus rufus
  - Microcebus sambiranensis
  - Microcebus simmonsi
  - Microcebus tanosi[13][14]
  - Microcebus tavaratra[15]

## Vanjske poveznice
- Mouse Lemurs, Encyclopedia of Life
- Microcebus Geoffroy 1827 (mouse lemur)  Arhivirana inačica izvorne stranice od 21. listopada 2021. (Wayback Machine), Fossilworks
- Microcebus É.Geoffroy Saint-Hilaire, 1834, Global Biodiversity Information Facility
- Mouse Lemurs, National Geographic